# Ɗ
Ɗ, ɗ (D с крюком) — буква расширенной латиницы.

## Использование
Буква используется в алфавитах нескольких африканских языков, где обозначает звонкий альвеолярный имплозивный согласный.
В Международном фонетическом алфавите строчная буква ɗ используется для обозначения того же согласного.
Используется в алфавитах следующих языков:
- Африканский эталонный алфавит
- Паннигерийский алфавит
  - фула
  - хауса

## Юникод
В стандарте Юникод заглавный и строчный варианты этой буквы разнесены по разным блокам: строчная находится в расширениях МФА (U+0257), а заглавная — в расширенной латинице — B (U+018A).